# Jan Vošahlík
Jan Vošahlík (1989. március 8. –) cseh labdarúgó, jelenleg az FK Teplice játékosa.

## Sikerei, díjai
Csehország U19:
- U19-es labdarúgó-Európa-bajnokság elődöntős: 2008

Csehország U20:
- U20-as labdarúgó-világbajnokság nyolcaddöntős: 2009

## Fordítás
- Ez a szócikk részben vagy egészben  a   Jan Vošahlík című angol Wikipédia-szócikk fordításán alapul.  Az eredeti cikk szerkesztőit annak laptörténete sorolja fel. Ez a jelzés csupán a megfogalmazás eredetét és a szerzői jogokat jelzi, nem szolgál a cikkben szereplő információk forrásmegjelöléseként.